# Coronella girondica
Coronella girondica е вид змия от семейство Смокообразни (Colubridae). Видът не е застрашен от изчезване.

## Разпространение и местообитание
Разпространен е в Алжир, Испания, Италия, Мароко, Монако, Португалия, Тунис и Франция.
Обитава гористи местности, ливади, храсталаци и плантации в райони с умерен климат.

## Описание
Популацията на вида е намаляваща.